# Star Fleet Project
Star Fleet Project es un mini LP del músico británico de rock Brian May, lanzado en 1983, originalmente en formato vinilo de 12 pulgadas, y que contó con la participación de artistas invitados, como Eddie Van Halen, Alan Gratzer, Phil Chen y Fred Mandel.

## Lista de canciones
Lado A
1. Star Fleet - 7:57
2. Let Me Out - 8:03

Lado B
1. Blues Breaker - 12:44